# Tubulicrinis ovalisporus
Tubulicrinis ovalisporus är en svampart som beskrevs av Hjortstam 1981. Tubulicrinis ovalisporus ingår i släktet stiftskinn och familjen Tubulicrinaceae.   Inga underarter finns listade i Catalogue of Life.